# ミュンヘベルク装甲師団
『ミュンヘベルク装甲師団（独: Panzer Division Müncheberg）』は、第二次世界大戦におけるドイツ国防軍陸軍の装甲師団。

## 編成と初戦
「ミュンヘベルク」装甲師団は、1945年3月5日、第3軍管区（de）（ベルリン、フランクフルト (オーダー)、ポツダム）で編成された。1945年3月6日に解散した第103装甲旅団（Panzerbrigade 103）を基幹に編成され、それまで第103装甲旅団で指揮を執っていたヴェルナー・ムマート（de）少将が師団長となった。部隊は、目標としていた水準には至らなかったものの、十分な装備を備えていた。そのため、1945年4月5日には、赤外線暗視装置（F.G.1250）（en）を装備したV号戦車パンターG型10両と、同じくこの装置を装備した装甲擲弾兵中隊1個を有していた。さらに、ヤークトティーガーやティーガーIIなどが配備されていた。1945年3月12日の時点で師団の兵力は6,836名程であった。1945年3月18日、第1SS装甲師団「ライプシュタンダルテ・SS・アドルフ・ヒトラー」からの歩兵大隊の一部が師団に編入された。ソビエト赤軍が西進してブランデンブルク州の町ミュンヘベルクへ近づくと、師団はテオドール・ブッセ将軍率いる第9軍の機動予備部隊に編入され、ゴットハルト・ハインリツィ上級大将率いるヴァイクセル軍集団の一部を形成した。1945年3月22日、コットブスで初めて戦闘を行いその後、カール・デッカー（Karl Decker）率いる第39装甲軍団（de）と共に、海岸線の回廊でキュストリンの戦い（de）に参加した。
1945年3月22日から25日にかけて、ミュンヘベルク師団は第25装甲擲弾兵師団（25. Panzergrenadier-Division）とともに赤軍の戦車200両を撃破した。3月25日、赤軍はキュストリンでドイツ軍の包囲を完了したが、3月27日にはドイツ軍の最後の反撃で再び回避されることになった。その結果、ソ連軍の砲撃により大きな被害が出た。ミュンヘベルク師団はひどく消耗しており、補充しなければならない状態にあり東部戦線はすでに崩壊寸前にあった。 

## ゼーロウ高地の戦い
1945年4月7日、ミュンヘベルク師団はゼーロウ高地のハーデンベルク（Hardenberg）へ移動した。赤外線暗視装置を装備したラジム少尉率いる第29装甲連隊/第1大隊（I.Abteilung/29th Panzer Regiment）や、同じく赤外線装置を装備した装甲擲弾兵部隊は、ライトワイン（de）における赤軍陣地を夜襲した。ゲオルギー・ジューコフ元帥は、夕暮れと共にサーチライトでドイツ軍の位置を速やかに確認するように指示し、ドイツ軍はこの強襲によってゼーロウ高地の陣地を数日間占拠することに成功した。ミュンヘベルク師団は自走化された8.8cm高射砲と12.8 cm PaK 44対戦車砲を駆使して、多くの敵車両を撃破していた。1945年4月19日、師団の右翼に展開していた第9降下猟兵師団の戦線が崩壊し、ドイツ軍側の防衛線が崩壊した。1945年4月16日から、ミュンヘベルク師団はゼーロウ高地の戦いに敗れ、第11SS義勇装甲擲弾兵師団「ノルトラント」と共にベルリンに後退した後、継続的な戦闘に参加した。

## ベルリンの戦い
ミュンヘベルク師団はミュンヘベルクの都市周辺での後方支援中に大きな損害を受けた。師団の残余は、ベルリンの北東部、シュプレー川付近の守備陣地を確保することになった。この段階で部隊に残っていたのは、戦車12両、ハーフトラック30両のみであった。1945年4月25日の午後、ベルリンの防衛を担当していたヘルムート・ヴァイトリング砲兵大将は、ミュンヘベルク師団の指揮官として、ムマート少将に防衛地区「A」「B」を割り当てた。 師団はベルリンの北東にあり、この日、アレクサンダー広場（Alexanderplatz）に向かう途中で指揮が乱れ、10時にテンペルホーフ空港の地区で指揮を撤回した後、すでに退却を余儀なくされる状況となった。その後、再びアレクサンダー広場への移動が命じられたが、敵機による空襲に晒されつつハレッシェ・トル（Hallesches Tor）へ向かった。

## 降伏
1945年4月30日、アドルフ・ヒトラーが自決すると、ミュンヘベルク師団と第18装甲擲弾兵師団（18. Panzergrenadier-Division）は、ティーガーII戦車を装備した第503SS装甲大隊（SS-Panzer-Abteilung 503）と共に、ヴェストクロイツ、ハレンゼー、クアフュルステンダムの各地で行動した。 1945年5月1日、師団はティアガルテンに押し戻され、ベルリン動物園の対空砲塔の防衛にあたった。この対空砲塔では、何千人もの市民が空襲や砲撃から逃れるために避難していた。ミュンヘベルク師団最後のティーガーI戦車は、ブランデンブルク門からほど近いウンター・デン・リンデン通りに放置された。ムンマートは、ヴァイトリングの戦闘停止命令を無視し、戦闘集団の生き残りと共にアウトバーンをつたってシュパンダウのある西方へ移動しようとしていた。ムマートはこの時行方不明となり、その後ソ連の捕虜収容所で1950年に死亡。ミュンヘベルク師団と第18装甲擲弾兵師団は西に向かって撤退し、1945年5月3日にシュパンダウに達したが、赤軍の砲撃を受けたため壊滅に瀕した。最終的に師団の大半は赤軍の捕虜となり、西へ撤退した部隊はアメリカ軍の捕虜となった。

## 戦闘序列
- 特殊装甲連隊「コーブルク」（Panzer-Regiment Coburg z.b.V.）[注釈 1]
- 第29装甲連隊/第1大隊（I./Panzer-Regiment 29）[注釈 2]
- 装甲大隊「ミュンヘベルク」（Panzer-Abteilung Müncheberg）
  - 第1中隊（ティーガーII装備）（1. Kompanie（Tiger)
  - 第2中隊（パンター装備）（2. Kompanie (Panther)
  - 混成装甲中隊（IV号戦車装備）（gemischte Panzerkompanie (Pz.IV)
- 第1装甲擲弾兵連隊「ミュンヘベルク」（Panzer-Grenadier-Regiment Müncheberg 1）[注釈 3]
- 第2装甲擲弾兵連隊「ミュンヘベルク」（Panzer-Grenadier-Regiment Müncheberg 2）
- 装甲砲兵連隊「ミュンヘベルク」（Panzer-Artillerie-Regiment Müncheberg）
- 装甲偵察中隊「ミュンヘベルク」（Panzer-Späh-Kompanie Müncheberg）
- 第682陸軍重対戦車猟兵大隊（schwere Heeres-Panzerjäger-Abteilung 682）
- 工兵中隊「ミュンヘベルク」（Pionier-Kompanie Müncheberg）
- 野戦交換大隊「ミュンヘベルク」（Feldersatz-Bataillon Müncheberg）
- 装甲通信中隊「ミュンヘベルク」（Panzer-Nachrichten-Kompanie Müncheberg）
- 輸送小隊「ミュンヘベルク」（Versorgungstruppen Müncheberg）